# 四十式七五無後座力炮
43式75公釐無後座力砲是聯勤61兵工廠於1950年逆向工程美國M20無後座力砲而來，由於物料欠缺，雖然是自M20設計製造，但實物上仍和M20有些微不同。

## 發展
美國陸軍在1946年將57公厘與75公厘無後座力砲運抵中國進行技術演示，隨後即將這兩款無後座力砲贈與給兵工署，兵工署第五十兵工廠團隊進行測繪。而在中國大陸戰況轉壞後，兵工署在民國38年7月指示第61兵工廠接替五十廠進行75公厘無後座力砲研製工程。美軍贈與的1門T21型75公厘無後座力砲與1枚砲彈在四川省被中華人民共和國控制之前於民國38年（1949）10月搶運到臺灣，並移交給61兵工廠。但五十廠的測繪圖沒有運達臺灣，因此61廠是以同門樣砲重新進行零件測繪。61廠在測繪的同時，向美國訂購了砲管來復線拔線機以及水壓式砲彈製造機等。
民國39年，61廠工務處長呂則仁上校在訂購機具與兵工物料未到貨前開始嘗試自製此款無後座力砲。呂則仁從當時在61廠改裝的M10驅逐戰車收繳了安裝在M10上，但因作為剩餘物資而被破壞砲閂等火炮零件失去功用的75公厘M7戰車炮。因炮管仍為可用，因此改造成無後座力砲之炮管，火炮的直射瞄準鏡則是自60迫砲的光學瞄具與M62肘型瞄準鏡組合的代用品。腳架則是從採購布倫輕機槍獲得的三腳架替代。
第一批總數為36門的四十式無後座力砲在美國定製的製造機抵臺後，從民國39年9月開始製造，10月底完成2門原型炮。於1950年11月28日在淡水進行實彈射擊展示，參觀的人有美國國會參議員，並且在12月14日架設在吉普車與摩托車上進行快速機動射擊展示，架設在摩托車上的版本與法國偉士牌150TAP設計雷同，將無後作力砲貫穿整個車身，騎士的作墊放置於砲管上，後車身兩側各攜帶3枚砲彈，摩托車本身充當射擊的砲架。第一批四十式無後座力砲在民國40年（1951）5月14日完成解繳。在美國恢復軍援後物料也自美國採購，不再需要使用代用物料，因此與M20的外觀不再有區別。
40式75公釐無後座力砲於民國40年至44年（1955）間量產了722門，但任職61廠兵工上校陳笏在回憶錄中提到實際量產是到1963年，共生產了1232門。
43式75公釐無後座力砲的砲彈也是自製的，美國原彈是一體成型，而61廠的75彈是採三件組合式，由於技術尚無法直接製做一體成型的彈筒，便把筒底與筒口用傳火桿當螺桿鎖上，中間的筒身自然夾緊，而那時台灣尚無法製造塑膠，因此襯紙的問題也得另外解決，改用薄絹替代，彈頭一開始因工具機缺少而無法自製，便用日軍庫存中的九四式山炮配賦之九四式榴彈改造，稱為一式無後座力砲榴彈，反裝甲用的成形裝藥彈頭則是從75山炮配賦的反甲榴彈彈頭改裝，解決了初始產能不足的窘境。在民國39年9月在美國訂購的生產機具運臺後，包括榴彈與成形裝藥反戰車砲彈皆陸續可自行產製。
朝鲜战争中中国人民志愿军缴获了美制M18型57mm无后坐力炮和M20型75mm无后坐力炮后，也进行仿制，命名为为：使用轻型三脚架的52式57mm无后坐力炮、使用轻型三脚架的52式75mm无后坐力炮、使用带一对小轮的炮架的56式75mm无后坐力炮、配备可折叠的轻型轮架的56-1式75mm无后坐力炮、配备没有轮子的三脚架的56-2式75mm无后坐力炮。与三六式七五無後座力炮、四十式七五無後座力炮系出同源。